# Cosmos 116
Cosmos 116 (en cirílico, Космос 116) fue un satélite artificial militar soviético perteneciente a la clase de satélites DS (de tipo DS-P1-Yu) y lanzado el 26 de abril de 1966 mediante un cohete Kosmos-2I desde el cosmódromo de Kapustin Yar.

## Objetivos
Cosmos 116 fue parte de un sistema de satélites utilizados como objetivos de prueba para el sistema de radares antibalísticos soviéticos. Los satélites del tipo DS-P1-Yu fueron desarrollados por V. M. Kovtunenko en la OKB-586 y fueron utilizados hasta 1978, con un total de 78 lanzamientos.
El propósito declarado por la Unión Soviética ante la Organización de las Naciones Unidas en el momento del lanzamiento era realizar "investigaciones de la atmósfera superior y el espacio exterior".

## Características
El satélite tenía una masa de 325 kg. El satélite fue inyectado inicialmente en una órbita con un perigeo de 294 km y un apogeo de 478 km, con una inclinación orbital de 48,4 grados y un periodo de 92 minutos.
Cosmos 116 reentró en la atmósfera el 3 de diciembre de 1966.